# 憂傷塗鴉
《Scratch》是木村KAELA的第3張個人專輯，於2007年2月7日由哥倫比亞音樂發行。

## 解說
- 距離前作「Circle」專輯11個月的Scratch專輯。包含單曲「Magic Music」「TREE CLIMBERS」「Snowdome」，及其C/W曲「鱷魚和小鳥」「Ground Control」也收錄。
- 此專輯發行前個月先行發售「Snowdome」單曲，其C/W曲的「Ground Control」與此專輯收錄的版本編曲有異。
- 初回限定盤附DVD，收錄三支單曲PV，及2006年的兩次巡迴演唱會中的7首曲演唱會影像。
- 自身首次登上日本Oricon公信榜冠軍。第2週不抵小事樂團的來襲，蟬連公信榜冠軍。
- 在某雜誌訪問中Kaela本人說「這次的專輯中開明的曲子比較多，感覺前張專輯較為暗沉些」。
- 專輯中曲名為『Scratch』的歌為本人歌手出道後首次的作曲。
- 台灣於2007年4月13日由風雲唱片代理發行台壓(CD+DVD版本)，其中文名稱命為「憂傷塗鴉」。

## 曲目
沒特別標名作詞的曲子，皆為Kaela本人的作詞(包含Tree Climbers)
1. L.drunk
  - 作曲:A×S×E
2. Magic Music
  - 作曲:Linus of Hollywood
  - 為日本東芝「gigabeat」電視廣告曲
3. Snowdome
  - 作曲:BEAT CRUSADERS
  - 為JR東日本「JR SKI SKI」電視廣告曲
4. 鱷魚和小鳥
  - 作曲:岩田Accyu(NIRGILIS)
5. dolphin
  - 作曲:亀田誠治(東京事變)
6. sweetie
  - 作曲:Jez Ashurst
7. 長頸鹿舌頭
  - 作曲:會田茂一
8. Scratch
  - 作曲:toe、木村KAELA
9. SWINGING LONDON
  - 作曲:蔦谷好位置
10. never land
  - 作曲:mito(可樂棒)
11. TREE CLIMBERS
  - 作詞、作曲:渡邊忍(ASPARAGUS)
  - 為日本MODE學園電視廣告曲
12. JOEY BOY
  - 作曲:根岸孝旨(Dr.StrangeLove)
13. Ground Control Album Mix
  - 作詞、作曲：Jez Ashurst